# 斡剌儿
斡剌儿·古列坚（蒙古语转写：Olar Küregen，羅馬化：Ūlār Kūrūān，见《史集》），《元朝秘史》等汉文史料中记作斡剌儿·古咧坚，出自斡勒忽讷兀惕部，13世纪初蒙古帝国的千户长，成吉思汗的舅舅。

## 生平
据《史集》记载，斡剌儿出身于从弘吉剌部派生的斡勒忽讷兀部，是成吉思汗生母诃额仑的兄弟。自诃额仑嫁与也速该后，该家族世代与成吉思汗家族结为姻亲。
斡剌儿归附成吉思汗的具体经历不详，1206年蒙古帝国建国后被封为千户长，《元朝秘史》功臣表中位列第79位。

## 斡勒忽讷兀惕部世系
- 诃额仑太后（Hö'elün Eke，اولون فوجین/ūālūn fūjīn）
- 斡剌儿·古列坚（Olar Küregen，اولار كوركان/ūlār kūrkān）
  - 塔出·古列坚（Taiču Küregen，تایجو كوركان/ṭāījū kūrkān），继承父亲的千户，为右翼第17千户长，娶成吉思汗之女阿勒塔伦公主，称“驸马（古列坚）”
    - 朮真伯（J̌uǰinbai Küregen，جوجینبای/jūjīnbāī），娶蒙哥汗之女失邻公主（早逝），后再婚娶其妹必赤合公主。《元史·诸公主表》记其婚姻，但公主名字没有记录
      - 別合剌（Bekle Küregen），娶元朝皇室公主
        - 塔八（Tabaq Küregen），娶元朝皇室公主，其家族姻亲地位延续至后世[3]
- 轻吉牙歹（Kinggiyadai，کينقياتاي/kīnqiyātāī）
  - 也可·也速儿（Yeke yesür ＞بوكا تیمور/yīsūr buzurg）
    - 火者·那颜（Khwaja noyan ＞خواجه نویان/khwāja nūyān）
      - 秃纳（Tona ＞تونا/tūnā）
        - 秃剌秃·古列坚（Torato Küregen ＞توراتو كوركان/tūrātū kūrkān）

      - 木剌合儿（Mulaqar ＞مولاقر/mūlāqar）